# 長崎県を舞台とした作品一覧
長崎県を舞台とした作品一覧（ながさきけんをぶたいとしたさくひんいちらん）では、長崎県内を舞台（モチーフ、ロケーション）とした文芸、ドラマ、映画、漫画、アニメーション作品などについて記述する。

## 文芸作品（小説・古典・随筆・紀行・その他）
- 足の間（白石昇）
- 明日1945年八月八日・長崎（井上光晴）
- 阿蘇・雲仙逆転の殺人（深谷忠記）
- 阿蘇・長崎ねずみを探せ（西村京太郎）
- あらたま（斎藤茂吉）
- 生きる水（高塚かず子）
- 異人館（白石一郎）
- いのちの火（山田かん）
- 海と毒薬（遠藤周作）
- 海の祭礼（吉村昭）
- 梅の花（仲町真子）
- 雲仙（野上弥生子）
- 雲仙・島原湯煙地獄（梓林太郎）
- 雲仙・長崎殺人事件（西村京太郎）
- 永遠の1/2 （佐藤正午）
- お菊さん（ピエール・ロティ）
- お蘭と竜太（しかたしん）
- 街道をゆく11・13・17（司馬遼太郎）
- 海狼伝（白石一郎）
- 花神（司馬遼太郎）
- かすてぃら 僕と親父の一番長い日（さだまさし）
- ギヤマンビードロ（林涼子）
- 棄霊島（内田康夫）
- 金魚姫（荻原浩）
- 句集ケロイド（松尾あつゆき）
- くちびるに歌を（中田永一）
- 鯨神（宇能鴻一郎）
- グッドバイ（朝井まかて）
- 外道忍法帖（山田風太郎）
- 原爆句紗（松尾あつゆき）
- 原爆を見た少年
- 胡砂吹く風（半井桃水）
- 古事記
- 五足の靴
- 五島福江行（石原英太郎）
- 五島列島（近藤益雄）
- 五島列島・玉之浦殺人事件（久和勝美）
- この子を残して（永井隆）
- させぼ西海橋殺人事件（中津文彦）
- 殺意のバカンス 幽霊坂に消えた（野村正樹）
- 珊瑚（新田次郎）
- 69 sixty nine（村上龍）
- 死の同心円（秋月辰一郎）
- 島の秋（吉田紘二郎）
- 島原大変（白石一郎）
- 不知火軍記（山田風太郎）
- 青銅の基督（長與善朗）
- 精霊流し（さだまさし）
- それからの武蔵（小山勝清）
- 大変結構、結構大変。ハラダ九州温泉三昧の旅（原田宗典）
- 太陽は動かない
- 韃靼疾風録（司馬遼太郎）
- ちいさいえりちゃん（村山早紀）
- ちえもん（松尾清貴）
- 地の群れ（井上光晴）
- ちゃんぽん食べたかっ!（さだまさし）
- 蝶々さん（市川森一）
- 沈黙（遠藤周作）
- 月夜見の島（青来有一）
- てるてる坊主の照子さん（なかにし礼）
- 遠い山なみのひかり（カズオ・イシグロ）
- 十津川警部長崎路面電車と坂本龍馬（西村京太郎）
- 特急さくら殺人事件（西村京太郎）
- 鳥（青来有一）
- 長崎有田殺人窪変（梓林太郎）
- 長崎壱岐殺人ライン（深谷忠記）
- 長崎異人館の死線（津村秀介）
- 長崎駅殺人事件（西村京太郎）
- 長崎絵師通吏辰次郎（佐伯奏英）
- 長崎オランダ坂殺人事件（木谷恭介）
- 長崎オランダ村（村上龍）
- 長崎居留地二十五番館（和久峻三）
- 長崎キリシタン街道殺人事件（木谷恭介）
- 長崎原爆記（秋月辰一郎）
- 長崎殺人事件（内田康夫）
- 長崎チャンポン（坂口安吾）
- 長崎の鐘（永井隆）
- 「長崎の鐘」殺人事件（吉村達也）
- 長崎・ばてれん列車殺人号（辻真先）
- ナガサキ 腐食する暦日の底で（山田かん）
- 長崎ぶらぶら節（なかにし礼）
- 長崎眼鏡橋カフェよりどころ（瑞橋凛）
- 夏に降る雪（あんずゆき）
- 西の果てミミック（渡曾将司）
- 博多長崎殺人行（草野唯雄）
- 八月が来るたびに（おおえひで）
- 光ってみえるもの、あれは（川上弘美）
- 肥前国風土記
- 肥前松浦兄妹心中（岡部耕大）
- 被爆のマリア（田口ランディ）
- 平戸から来た男（西村京太郎）
- 平戸切支丹寺殺人事件（峰隆一郎）
- ファザーファッカー（内田春菊）
- ふぉん・しいぼるとの娘（吉村昭）
- 奉教人の死（芥川龍之介）
- 放浪記（林芙美子）
- 祭りの場（林京子）
- 万葉集
- 港長崎・殺意の炎（山口香）
- 南の風の物語（おおえひで）
- 名犬ルパンハウステンボスを走る（辻真先）
- めだかの列島（今井美沙子）
- 門司・下関逃亡海峡（西村京太郎）
- 雪之丞変化（三上於菟吉）
- 白狐魔記天草の霧（斎藤洋）
- 竜馬がゆく（司馬遼太郎）
- 六〇〇〇度の愛（鹿島田真希）
- ロザリオの鎖（永井隆）
- わが青春の告白（神近市子）

## テレビドラマ
- 1991 雲仙・普賢岳 〜避難勧告を継続せよ〜
- 朝比奈周平ミステリー2
- 愛し君へ
- 海に眠るダイヤモンド
- おゆう
- オランダおいね
- 女の気持
- 鏡は眠らない
- 花神
- かすていら
- かんざらしに恋して
- 汽笛が響く!
- 君が心をくれたから
- こいまち 第3話
- 五島列島殺人事件
- 親戚たち
- ちゃんぽん食べたか
- てるてる家族
- 長崎犯科帳
- ばらかもん
- 春まっしぐら!
- 炎のカルテ
- 舞いあがれ!
- モンタージュ
- 嫁チャンポン
- 夢暦長崎奉行
- 竜馬がゆく
- 龍馬伝

## 映画
- アオハライド
- 悪人
- いつか読書する日
- ウルヴァリン:SAMURAI
- 永遠の1/2
- 大海原を行く渡り鳥
- 男はつらいよ 寅次郎頑張れ!
- 男はつらいよ 純情篇
- 男はつらいよ 寅次郎恋愛塾
- 女吸血鬼
- 風のダドゥ
- ガメラ 大怪獣空中決戦
- 喜劇急行列車
- 君の名は（第三部）
- 解夏
- 国宝
- この子を残して
- この夏の星を見る
- こはく
- 坂道のアポロン
- 8月25日のクリスマス
- 純
- 昭和やくざ系図 長崎の顔
- 地の群れ
- 沈黙
- 沈黙 -サイレンス-
- 釣りバカ日誌16 浜崎は今日もダメだった♪♪
- 天外者
- TOMORROW 明日
- NAGASAKI 1945 アンゼラスの鐘
- 長崎の鐘
- 長崎ぶらぶら節
- 夏の砂の上[1]
- 二重被爆
- 爆心 長崎の空
- 幕末青春グラフィティ 坂本竜馬
- 八月の狂詩曲
- 母と暮せば
- ファザーファッカー
- 冒険者カミカゼ
- 雪之丞変化
- 喜びも悲しみも幾年月
- 忘れえぬ慕情
- ペコロスの母に会いに行く

## 漫画
- アンゴルモア 元寇合戦記（たかぎ七彦）
- 美味しんぼ
- お〜い!竜馬（小山ゆう）
- かっちぇる♪（かわくぼ香織）
- くちびるに歌を（中田永一、モリタイシ）
- 坂道のアポロン（小玉ユキ）
- 坂本龍馬（横山まさみち）
- sola（阿倍野ちゃこ）
- 第九の波濤（草場道輝）
- デアマンテ〜天領華闘牌〜
- トッキュー!!
- 奈緒子
- 夏の残像 ナガサキの八月九日（西岡由香）
- のたり松太郎（ちばてつや）
- ばらかもん（ヨシノサツキ）
- 被爆マリアの祈り（西岡由香）
- ブレンパワード
- 魔法遣いに大切なこと 太陽と風の坂道（山田典枝、よしづきくみち）
- モンタージュ（渡辺潤）

## テレビアニメ
- 蒼の彼方のフォーリズム
- 暴れん坊力士!!松太郎
- アンゴルモア 元寇合戦記（たかぎ七彦）
- 色づく世界の明日から
- 美味しんぼ
- おーい!竜馬（小山ゆう）
- 「艦これ」いつかあの海で
- 巨神と氷華の城
- 幻影ヲ駆ケル太陽
- 坂道のアポロン（小玉ユキ）
- sola
- ばらかもん（ヨシノサツキ）
- ブレンパワード
- REVENGER

## OVA
- のたり松太郎

## 舞台作品（演劇・歌劇）
- Jr.バタフライ
- 蝶々夫人
- 長崎しぐれ坂
- 花のオランダ坂
- 母と暮らせば
- 春の踊り -南蛮花更紗-

## 音楽・歌曲
- 愛・佐世保（平浩二）
- 雨のオランダ坂（渡辺はま子）
- クスノキ（福山雅治）
- 西海讃歌（合唱曲）
- 坂の下（村下孝蔵）
- 佐世保（さだまさし）
- 思案橋ブルース（中井昭・高橋勝とコロラティーノ）
- 精霊流し（さだまさし）
- 長崎（アルフレート・シュニトケ）
- ナガサキ（ハリー・ウォレン、モート・ディクソン）
- 長崎の女（春日八郎）
- 長崎の鐘（藤山一郎）
- 長崎の夜はむらさき（瀬川映子）
- 長崎は今日も雨だった（内山田洋とクール・ファイブ）
- 長崎ブルース（青江三奈）
- 長崎めがね橋（倍賞千恵子&ひばりヶ丘少年少女合唱団）
- 中の島ブルース（秋庭豊とアローナイツ）
- パンドラの鐘（野田秀樹）
- 瞳を閉じて（荒井由実）
- マリアの首（田中千禾夫）
- 蜜柑色の夏休み（福山雅治）
- 約束の丘（福山雅治）
- ヨイトマケの唄（美輪明宏）
- ロザリオの島（春日八郎）

## ラジオドラマ
- オールに願いを（NHK-FM FMシアター）
- 金魚姫 （NHK-FM 青春アドベンチャー）
- くちずさんでシャンソン（NHK-FM FMシアター）
- 鳥（NHK-FMFMシアター）
- 船出のキック（NHK-FM　FMシアター）
- 碧眼の叛逆児 天草四郎（NHK-FM 青春アドベンチャー）

## ゲーム
- 蒼の彼方のフォーリズム
- AQUA
- イナズマイレブン 英雄たちのヴィクトリーロード[2]
- Ghost of Tsushima
- 四八（仮）
- ピリオド
- マルコと銀河竜 〜MARCO & GALAXY DRAGON〜

## 絵画
- 雲仙雨霽（田中一村）
- お蝶夫人の家（山下清）
- グラバー邸（山下清）
- 長崎（F・L・チャップマン）
- 長崎港の夕映え（大渕繁樹）
- 長崎、鎮西大社に石鳥居（チャールズ・クーパー=キング）
- 長崎、牧島の湾岸への途上（チャールズ・クーパー=キング）